# Wickerode
Wickerode là một đô thị ở huyện Mansfeld-Südharz, Saxony-Anhalt, nước Đức. Đô thị Wickerode có diện tích 6,86 km².